# Liliane Marchais
Pour les articles homonymes, voir Marchais.
Liliane Marchais, née Liliane Grelot le 24 août 1935 à Malakoff (alors dans le département de la Seine) et morte le 8 avril 2020 à Bry-sur-Marne (Val-de-Marne), est une militante ouvrière française, dirigeante de la fédération du Parti communiste français du Val-de-Marne et épouse de l'ancien secrétaire général de ce parti, Georges Marchais.

## Biographie
Liliane Grelot naît le 24 août 1935 à Malakoff, dans la proche banlieue sud de Paris, alors une commune de la Ceinture rouge, d'un père outilleur et d'une mère sans profession.
Elle se marie en 1961 avec un membre du Parti communiste français (PCF), ouvrier tôlier, Maurice Garcia, avec qui elle a une fille, Annie. À la fin des années 1960, Liliane Garcia devient la compagne de Georges Marchais, qu'elle épouse en février 1977. Ils ont un enfant, Olivier,,.
La famille ainsi recomposée, avec la fille de Liliane, les trois filles de Georges Marchais (Monique, Claudine et Michèle) et leur petit dernier (Olivier), séjourne longtemps à Champigny-sur-Marne dans la banlieue sud-est de Paris, dans le Val-de-Marne.

### Parcours
Titulaire d'un certificat d'études primaires et d'un certificat d'aptitude professionnelle (CAP), elle devient salariée comme ouvrière câbleuse, d’abord gainière, puis contrôleuse, à la Compagnie générale de télégraphie sans fil (CSF), dans sa ville natale, Malakoff. À 15 ans, elle adhère à l’Union des jeunes républicains de France (UJRF), qui devient la Jeunesse communiste (JC).
En 1952, elle adhère au PCF et à la Confédération générale du travail (CGT) un an plus tard,. Elle devient membre de la direction exécutive de la fédération CGT des Métaux entre 1960 et 1964. En parallèle, elle entre à la direction du PCF du Val-de-Marne où elle siège jusqu'en 1996, puis au comité fédéral.
Elle joue un rôle essentiel auprès de son mari au cours des vingt années pendant lesquelles il dirige le Parti communiste français.

### «Fais les valises, on rentre à Paris»
Liliane Marchais acquiert involontairement une soudaine notoriété en janvier 1980, lorsque son mari déclare à la télévision, à l'émission politique  Cartes sur table : « Quand j'ai entendu François Mitterrand refuser de s'engager sur l'existence d'une défense nationale indépendante, j'ai dit à ma femme : “François Mitterrand a décidé d'abandonner le Programme commun de la gauche. Fais les valises, on rentre à Paris” »,,, (le couple Marchais était alors en vacances en Corse en juillet 1977). Discrète, Liliane Marchais accorde son unique interview télévisée à Patrick de Carolis lors de la campagne pour l'élection présidentielle française de 1981.

### Polémique sur le parvis Georges-Marchais
En 2013, Villejuif rend hommage à son époux, député de la circonscription de 1973 à 1997, en baptisant un parvis de la ville au nom de Georges Marchais. Lors des élections municipales de 2014, la ville, communiste depuis les années 1920, passe à droite avec l'élection de l'UMP Franck Le Bohellec. La mairie décide alors de débaptiser le parvis, justifiant cette décision par la « personnalité controversée » de Georges Marchais, qui avait soutenu l'invasion soviétique de l'Afghanistan et évoqué le « bilan globalement positif » de l'URSS. À la suite des nombreuses protestations qui mènent l'affaire devant un tribunal, le parvis est rebaptisé Georges-Marchais. Liliane Marchais s'était personnellement mobilisée pour que le parvis ne soit pas débaptisé en se plaignant au maire et au préfet ainsi qu'en déposant une requête devant le tribunal administratif de Melun,.

### Décès
Victime d'un accident vasculaire cérébral, Liliane Marchais quitte son domicile de Champigny-sur-Marne pour  l'établissement d'hébergement pour personnes âgées dépendantes (Ehpad) de la Fondation-Favier à Bry-sur-Marne. Elle décède le 8 avril 2020, à 84 ans, dans cette résidence médicalisée, des suites de la maladie à coronavirus 2019,,. C'est le secrétaire national du PCF, Fabien Roussel, qui annonce son décès via un communiqué. Elle est inhumée le 16 avril au cimetière du centre de Champigny-sur-Marne aux côtés de Georges Marchais.